# AO義塾
Loohcs志塾（るーくすしじゅく）（旧AO義塾）（えーおーぎじゅく）は、Loohcs株式会社によって運営されるAO入試・推薦入試・総合型選抜に特化した大学受験予備校である。全国に存在し、関東地方・関西地方を中心に30校舎が展開されている。総合型選抜入試、特に慶應義塾大学や東京大学、九州大学、東北大学、上智大学、中央大学、立命館大学の一部学科のAO入試において業界屈指の合格実績を誇る。通称「あおぎ」。現在は「Loohcs志塾（ルークスシジュク）」に変更されている。総合型選抜塾で屈指の全国展開を誇る。

## 概要
AO入試・推薦入試、総合型選抜に特化した大学受験予備校。現役高校生を対象として、東京・神奈川（横浜・川崎市等）・千葉（柏・船橋）・福岡・大阪（梅田・上本町）・兵庫（三宮）・京都・愛知（名古屋）・仙台（宮城）・熊本など計24校舎を展開し、地方在住の生徒のためにSkype授業として遠隔で授業も行なっている。2011年1月に斎木陽平が設立した。難関大学AO入試・推薦入試で合格した現役の学生で構成されていることを強みとし、特に慶應義塾大学法学部と総合政策学部・環境情報学部（SFC）のAO入試において業界屈指の合格実績を誇る。2020年度慶應義塾大学AO入試合格者数は計117名となり、湘南藤沢キャンパス（SFC）のAO合格者数は50名にのぼるなど、8年連続合格実績1位となった。塾是は、「書を読み、友と語らい、師にまねび、現場に赴き、同志と共に事を為す。」である。

## 沿革
- 2011年1月　斎木陽平が代々木に「AO義塾」を設立
- 2013年12月　慶應義塾大学法学部・SFCで業界最多の合格者数を記録
- 2015年10月　東京大学推薦入試の対策講座を開始
- 2016年2月　東京大学推薦入試にて14名の合格者を輩出し、一躍話題に
- 2020年7月　塾名を「AO義塾」から「Loohcs（ルークス）志塾」に変更した
- 2021年　　　沖縄県おもろまちに進出
- 2022年3月　京都府烏丸に進出　合計18校舎に到達
- 2024年　　　千葉県船橋市に進出　合計22校舎に到達
- 2025年　　　大阪上本町・熊本県に進出　合計24校舎に到達
- 2025年5月　 神奈川県に登戸校・川崎校等々進出　合計30校舎に到達

## 校舎
| 校舎名             | 備考          |
| ------------------ | ------------- |
| 渋谷校（旧代々木） | 本校          |
| 横浜校             |               |
| 柏校               |               |
| 吉祥寺校           |               |
| 青葉台校           |               |
| 自由が丘校         |               |
| 大阪中津・梅田校   | ２017年開校   |
| 池袋校             |               |
| 目黒校             |               |
| 福岡天神校         | ２018年開校   |
| 名古屋校           | ２018年開校   |
| 下北沢校           |               |
| 町田校             | 2020年2月開校 |
| 飯田橋校           | 閉校          |
| 四谷校             | 閉校          |
| 仙台校             | 2020年3月開校 |
| 西宮北口校         | 2020年1月開校 |
| 姫路校             | 閉校          |
| 沖縄校             | 2021年開校    |
| お茶の水・秋葉原校 | 2022年開校    |
| 新小岩校           | 2022年開校    |
| 京都・烏丸校       | 2022年開校    |
| 上野校             | 2022年開校    |
| 藤沢校             | 2022年開校    |
| 船橋校             | 2024年開校    |
| 大阪上本町校       | 2025年開校    |
| 熊本校             | 2025年開校    |
| 登戸校             | 2025年開校    |
| 川崎校             | 2025年開校    |

## AO義塾出身の芸能人・著名人
- 青木大和
- 戸村光
- 渡辺夏彦
- 与田良介